# Tidjani Anaane
 (juin 2019).
Tidjani Anaane est un footballeur béninois né le 29 mars 1997 à Gangban. Il évolue au poste de milieu offensif à Al Olympic Zaouia.

## Carrière

### En sélection
Il a joué son premier match international le 27 mars 2019 contre le Togo.